# József Nagy (fotbollstränare)
József Nagy, född 15 oktober 1892 i Budapest, Österrike-Ungern, död 22 januari 1963, var en ungersk-svensk fotbollsspelare och fotbollstränare som i flera perioder under 1920- och 30-talen var förbundskapten för Sveriges landslag. Bland annat var han svensk förbundskapten vid OS 1924 (då Sverige tog brons), VM 1934 och VM 1938.
Nagy tränade dessutom ett stort antal klubbar, främst i Sverige, men också i Italien. 
Nagy, som tillbringade hela sin klubbkarriär som spelare i Ungern, blev ungersk mästare fyra gånger med sin klubb MTK Budapest FC.
Största framgången med det svenska landslaget blev bronset i OS 1924 i Paris.

## Meriter

### Som spelare

#### I klubblag
MTK Budapest FC
- Ungersk mästare (4): 1918/19, 1919/20, 1920/21, 1921/22

### Som tränare

#### I landslag
Sverige
- OS 1924: Brons
- VM 1938: 4:a